# 晏阳初旧居
晏阳初旧居，位于中国河北省保定市定州市中山东路，已列为全国重点文物保护单位。

## 历史
晏阳初旧居的历史年代为1926年-1936年。

## 保护
2001年2月7日，晏阳初旧居由河北省人民政府公布为第四批河北省文物保护单位，编号IV-5-8。
2006年5月25日，晏阳初旧居由中华人民共和国国务院公布为第六批全国重点文物保护单位，编号6-0900-5-027